# 讷门河
讷门河，位于中华人民共和国内蒙古自治区呼伦贝尔市鄂伦春自治旗西南部，是嫩江流域毕拉河左岸支流，发源于乌尔其汗林业局西日特其林场西部大兴安岭山脉的哈达岭南麓，向东流经温库图林场（原温库图乡），于北大河口防火站以西汇入毕拉河。河流全长102千米，流域面积3364平方千米，年均径流量4.86亿立方米。讷门河流经狭谷地带，河道深窄，两岸群山连绵，为山溪性河流。流域内森林资源丰富，是鄂伦春旗林木主产区之一，同时属于诺敏河国家级自然保护区的一部分。